# Motmot de Lesson
Momotus lessonii
Espèce
Statut de conservation UICN

 LC  : Préoccupation mineure
Le Motmot de Lesson (Momotus lessonii) est une espèce d'oiseaux de la famille des Momotidae.

## Répartition
Son aire s'étend à travers le quart Sud-Est du Mexique et l'Amérique centrale.